# Sokka
Sokka is een personage uit de animatieserie Avatar: De Legende van Aang.
Sokka is de broer van Katara. Hij is vijftien jaar en een goede krijger. Omdat alle krijgers twee jaar geleden weg gingen om te vechten tegen de Vuurnatie, is Sokka bij aanvang van de serie de oudste en enige krijger om op de stam te passen. Hij is geen stuurder en heeft er niet alle vertrouwen in. Hij vertrouwt liever op wapens en zijn denkwerk. Zijn favoriete wapen is zijn boemerang. In seizoen 3 verkrijgt hij tevens een zwaard gesmeed uit een meteoor.

## Karakter
Door de dood van zijn moeder en het feit dat hij de enig overgebleven krijger is op de Zuidpool (omdat hij te jong was om mee te vechten in de oorlog tegen de Vuurnatie), is Sokka gedwongen om op jonge leeftijd al snel op te groeien. Hij neemt zijn taak om de Waterstam te verdedigen erg serieus, en probeert de jongetjes van de stam op te leiden tot echte Waterstamkrijgers.
Sokka kan zelf geen elementen sturen en geeft daarom de voorkeur aan wapens. Sokka's wapen is in het begin een boemerang, maar krijgt uiteindelijk een eigen zwaard gemaakt van een neergestorte komeet. Sokka staat bekend om zijn sarcastische humor en pessimisme, maar heeft een hart van goud en is erg dapper. Hij is tevens een goed strateeg. Vaak kan hij ter plekke een plan improviseren, al werkt dat plan niet altijd even goed. Sokka zou (volgens zijn zus) verschillende functies hebben in de groep, zo zou hij de plannenman zijn, maar ook het zeurpietje.
Eerst vertrouwde Sokka Aang niet toen ze hem vonden, maar al gauw werden ze goede vrienden. Sokka is heel slim, en zijn kennis blijkt in veel gevallen handig te zijn tegen de Vuurnatie.
Sokka vertoont ook interesse in wetenschap. Zo bedenkt hij onder andere samen met een uitvinder die de groep in de Noordelijke Luchttempel ontmoet een heteluchtballon en een primitief soort duikboot. Tijdens het verblijf van de groep in Ba Sing Se blijkt Sokka tevens aanleg te hebben voor dichtkunst. Zo kan hij zich makkelijk staande houden in een haiku-wedstrijd. Andere talenten van Sokka zijn geometrie en wiskunde, waar hij vooral in seizoen 3 van gebruikmaakt.
In seizoen 3 ondergaat Sokka training in zwaardvechten bij een ervaren zwaardvechter van de Vuurnatie die Piandao heet (ironisch genoeg vecht hij met een jianzwaard), die bij de Orde van de Witte Lotus zit. Na de mislukte invasie op de Vuurnatie tijdens een zonsverduistering, bedenkt hij samen met prins Zuko een ingenieus plan om zijn vader en andere gevangenen te redden uit de zwaarst bewaakte gevangenis van de Vuurnatie.
Sokka houdt van vlees en is daarom de voornaamste jager van de groep.

## Relaties
Sokka wordt snel verliefd op meisjes en is een behoorlijke meidenmagneet. In de serie heeft hij de aandacht van vier meisjes getrokken; Suki, de leider van de Kyoshi Krijgers op Kyoshi Eiland. Ze ontmoetten elkaar maar een dag of twee in seizoen 1 voordat Sokka weer vertrok, maar in seizoen 2 zagen ze elkaar weer op weg naar Ba Sing Se. In boek 2 wilde Suki hem zoenen, maar Sokka hield haar tegen. Die avond zoende Sokka Suki toch nog zelf. Toen de groep op de Noordpool aankwam, ontmoette Sokka prinses Yue en werd verliefd. Helaas duurde dit niet lang, omdat Yue de maangeest moest redden door haar leven als mens op te geven en in de plaats van de maangeest te gaan. Dit kon alleen Yue doen, omdat Yue bij haar geboorte haar leven dankte aan de maangeest en het daarom ook moest opgeven.
Dan kwam Ty Lee, ze is een dochter van een edelman en komt uit de Vuurnatie. Ze verliet haar thuis om in een circus te werken als acrobaat, wat haar lust en leven was, totdat Azula haar overhaalde om met haar op de Avatar te jagen waardoor Ty Lee Sokka ontmoette. 
En dan nog Toph, Toph heeft haar ouders verlaten om met Aang mee te gaan. Toph heeft een zwak voor Sokka, wat voor het eerst duidelijk wordt in de Slangenpas waar ze Suki op haar wang kust omdat ze dacht dat het Sokka was die haar had gered. Ook verklaart Toph in "Sokka's Meester" dat ze hem totaal niet heeft gemist, maar als ze zich omdraait, verschijnt er een dromerige glimlach en een bloos op haar gezicht. Sokka blijkt in seizoen 3 ook een geweldige zwaardvechtkunst te bezitten en maakt zijn eigen zwaard. Sokka kan het heel erg goed vinden met Toph, maar kiest op het einde voor Suki.

## Boek 1: Water
Tijdens een zoektocht naar vis, stuiten Sokka en Katara op een berg ijs waar ze een jongen in zagen zitten. Ze wisten de jongen uit het ijs te bevrijden. De jongen bleek een Luchtnomade te zijn genaamd Aang. Uiteindelijk brachten ze hem met zijn vliegende bizon Appa naar de Zuidelijke Waterstam. Aang werd al gauw verbannen door Sokka toen hij per ongeluk met Katara een Vuurnatie-signaal afschoot vanuit een schip in het ijs dat schipbreuk had geleden. Al gauw kwam een Vuurnatievloot van Zuko. Sokka verdedigde zijn stam maar werd overrompeld door Zuko. Aang gaf zich over waardoor Sokka besloot om met Katara achter hem aan te gaan, wetende dat hij de Avatar is. Nadat ze een succesvolle bevrijding hadden gepleegd begon hun team aan hun tocht om Aang alle elementen te laten leren kennen en uiteindelijk de Vuurheer Ozai proberen te verslaan.
Tijdens hun tochten ontmoette Sokka Suki, op wie hij uiteindelijk verliefd werd, maar het team vluchtte van Suki's stad nadat Zuko het dorp aanviel. Uiteindelijk bereikte het team de Noordelijke Waterstam waar Aang waterstuurlessen kreeg terwijl Sokka liefdesinteresse kreeg in de prinses van de stam Yue. Hoewel Yue al uitgehuwelijkt was werden de twee verliefd op elkaar, maar dit werd al gauw onderbroken toen de massieve vloot van admiraal Zhao de Waterstam aanviel. Uiteindelijk wist Aang in de Avatar Trance de gehele Vuurnatievloot te verslaan. Yue gaf haar leven om de maangeest te redden.

## Boek 2: Aarde
Het team verliet de Noordelijke Waterstam om een Aardestuurmeester voor Aang te vinden en werd al vanaf het begin achtervolgd door prinses Azula. Het team wist een Aardestuurmeester genaamd Toph Bei Fong te vinden en zij vergezelde het team. Het team vond een ondergrondse bibliotheek waar Sokka erachter kwam dat de vuurstuur krijgers hun krachten verliezen tijdens de Dag van de Zwarte Zon (een zonsverduistering). Hij wilde deze informatie aan de Aardekoning geven, waarvoor ze naar Ba Sing Se moesten gaan. Appa werd echter gestolen waardoor ze te voet naar Ba Sing Se moesten. Onderweg naar Ba Sing Se kwam het team in aanraking met Suki die de Slangenpas met hen vergezelde om Sokka in veiligheid te brengen. Vanaf dit moment bloeide hun liefde voor elkaar.
Nadat het team Ba Sing Se wist te bereiken konden ze de Aardekoning niet spreken en begonnen ze met een zoektocht naar Appa. Na een aantal dagen wist het team Appa te vinden en waren vanaf dat moment vijanden van de staat geworden. Hierdoor besloten ze om via Appa naar de Aardekoning te gaan en wisten de Aardekoning te overtuigen dat zij de 'goeden' waren, en ze informeerden hem over de oorlog. Sokka informeerde zijn plan om de Vuurnatie aan te vallen. Alles bleek goed te lopen en Sokka ontmoette zijn vader Hakoda na een lange afwezigheid maar deze ontmoeting werd al gauw verstoord doordat Aang Sokka kwam halen omdat hij dacht dat Katara in gevaar was. Toen Sokka en Aang terugkeerde naar Ba Sing Se bleek het belegd te zijn door Azula die de Dai Li in haar macht had en daarbij Katara en Zuko gevangen had genomen. Met hulp van Iroh wist Aang Katara te bevrijden terwijl Sokka en Toph de Aardekoning en Bosco wisten te redden. Intussen was Aang geraakt in de Avatar Trance door bliksem van Azula, maar Katara genas hem met het geestenwater. Het team wist uit Ba Sing Se te ontsnappen. Het team vluchtte met de Aardekoning weg op Appa en aanschouwde het ingenomen Ba Sing Se.

## Boek 3: Vuur
Het team kwam samen met de krijgers van de Zuidelijke Waterstam, die een Vuurnatie schip hadden overgenomen en weg van Ba Sing Se waren. Toen Aang ontwaakte legde Sokka hem het plan dat hij had gemaakt uit over de Invasie van de Vuurnatie tijdens de Dag van de Zwarte Zon. Aang vluchtte echter die avond weg waardoor het team achter hem aanging en in de Vuurnatie belandde. In de Vuurnatie bereidde het team zich voor op de Invasie. Na enkele dagen doorgebracht te hebben in de Vuurnatie, besloot Sokka om de zwaard technieken te leren bij meester Piandao. Hoewel Piandao erom bekendstond om bijna alle studenten weg te sturen, zag hij iets in Sokka en stemde erin mee om hem zwaardvechtlessen te geven. Sokka was serieus in zijn trainingen en bleek erg creatief te zijn, wat Piandao bewonderde in Sokka. Zo maakte Sokka bijvoorbeeld een zwaard van een meteoriet. Hoewel Piandao wist dat Sokka van de Waterstammen was en dat Aang de Avatar was liet hij hen gaan nadat Sokka zijn trainingen voltooid had. Enkele dagen hierna was de Invasie van de Vuurnatie. Hoewel Sokka de plannen had gemaakt werd hij erg nerveus toen hij het plan moest uitleggen en daarom nam Hakoda het van hem over. Tijdens de Invasie wist de invasie in Vuurnatie Hoofdstad te komen waar het team erachter kwam dat er niemand was en dat de Vuurnatie van de Invasie afwist toen ze Azula vonden. Het team wilde vluchten maar Sokka werd overgehaald om te blijven nadat Azula hem uitdaagde door te vertellen over Suki. Hoewel Azula ontsnapte, besloot het team om de Invasie te staken. De jongeren en het team vluchtte weg op Appa terwijl de Invasie troepen gevangen werden genomen.
Hierna vestigde het team zich in de Westelijke Luchttempel waar ze Zuko weer ontmoeten, die beweerde dat hij zich bij het team wilde aansluiten. Hoewel iedereen in eerste instantie tegen was, stemde uiteindelijk iedereen, behalve Katara, erin toe om hem Aangs vuurstuurleraar te laten zijn. Omdat Sokka zich schuldig voelde over de krijgsgevangenen, gevangen tijdens de Invasie, gingen hij en Zuko naar De Kokende Rots, de best beveiligde gevangenis van de Vuurnatie, waaruit ze Suki en Hakoda wisten te bevrijden. Doordat Azula opdook moest het team vluchtten en vluchtte naar Sintel Eiland waar het zich klaar maakte voor het gevecht met Ozai. Aang raakte echter vermist en zodoende reisde het team naar Ba Sing Se om Iroh over te halen Ozai te bevechten. Iroh weigerde, waarna het team splitste. Sokka, Toph en Suki besloten om de Vuurnatievloot van luchtschepen te vernietigen. Het team wist zich in een luchtschip te bevinden en wisten daarmee de nadere luchtschepen te rammen waardoor de volledige vloot onklaar was gemaakt. Ondertussen had Aang, Feniks Koning Ozai verslagen door zijn vuurstuur krachten van hem af te nemen en hadden Zuko en Katara, Azula verslagen tijdens een Agni Kai.
Het team vierde hun overwinning in Ba Sing Se in de Jasmijn Draak, de theewinkel van Iroh. Als afsluiting maakte Sokka een tekening van het hele gezelschap.

## Toekomst
Het is te verwachten dat Sokka en Suki zijn getrouwd maar dit is niet volledig zeker. Hij is voor 170 NSK overleden en vertegenwoordigde in zijn latere leven van de Zuidelijke Waterstam in de "United Republic Council" en hij was daar ook voorzitter van.